# Bernd Christian von Schoenebeck
Bernd Christian von Schoenebeck (* 1645 in Ringenwalde im Landkreis Soldin, heute Dyszno; † 1718) war ein königlich-preußischer Generalmajor und Kommandant von Kolberg.

## Leben

### Militärlaufbahn
Er wurde am 24. Oktober 1688 Major im Regiment Huet in Magdeburg und 1689 Kommandant der Festung Pillau. Am 31. Dezember 1691 wurde er Oberstleutnant und am 3. März 1696 Oberst. Am 29. Dezember 1696 wurde er Kommandant von Kolberg. Am 19. Dezember 1709 wurde er zum Generalmajor befördert und Kommandeur des Bataillons Micrander in Kolberg, am 16. Oktober 1713 wurde er Chef des Bataillons. Er erhielt am 25. Dezember 1715 seine Demission und dazu eine Pension von 120 Talern monatlich.

### Familie
Er stammte aus der Familie von Schönebeck. Seine erste Frau war Hypolitha Sophie von Bismarck (* 1667; † vor 1706). Nach ihrem Tod heiratete er Vigilantia Elisabeth von Dewitz, Witwe des Oberstleutnants Anton Günther de Meen († 24. Mai 1704). Er liegt in der damals familieneigenen Patronatskirche begraben.

## Belege und Anmerkungen
1. ↑  Er wird oft mit seinem Namensvetter Johann Georg (Hans) von Schoenebeck, Oberst im Garnison-Regiment Kolberg verwechselt. Nach Georg Schmidt, Das Geschlecht von Bismarck, S. 105 war er mit in zweiter Ehe mit Dorothea Elisabeth von Bismarck verheiratet. Seine erste Frau war demnach Maria Elisabeth von Dewitz (* 13. Dezember 1642). Vgl.: Familiengeschichte der von Dewitz, Band 1, S. 333
2. ↑  Ernst Heinrich Kneschke, Neues allgemeines deutsches Adels-Lexicon, Band 6, S. 207
3. ↑  Georg Schmidt, Das Geschlecht von Bismarck, S. 105
4. ↑  Nach Priesdorff war er mit Adelheid von Bismarck verheiratet und hatte mehrere Kinder.
5. ↑  Familiengeschichte der von Dewitz, Band 1, S. 529 allerdings heißt hier der neue Ehemann Schoening.
6. ↑   Heimatkalender für den Kreis Soldin, 1. Jahrgang, Druck von H. Madrasch, Soldin 1922, S. 78

| Personendaten    | Personendaten                                                 |
| ---------------- | ------------------------------------------------------------- |
| NAME             | Schoenebeck, Bernd Christian von                              |
| KURZBESCHREIBUNG | königlich-preußischer Generalmajor und Kommandant von Kolberg |
| GEBURTSDATUM     | 1645                                                          |
| GEBURTSORT       | Ringenwalde                                                   |
| STERBEDATUM      | 1718                                                          |